# Major Gercino
Major Gercino là một đô thị thuộc bang Santa Catarina, Brasil. Đô thị này có diện tích 286 km², dân số năm 2007 là 2668 người, mật độ 9,3 người/km².